# Präzedenz-Effekt
Der Präzedenz-Effekt, auch Gesetz der ersten Wellenfront genannt, ist ein psychoakustischer Effekt. Er besagt Folgendes: Trifft das gleiche Schallsignal zeitverzögert aus unterschiedlichen Richtungen bei einem Hörer ein, so nimmt dieser nur die Richtung des zuerst eintreffenden Schallsignals wahr; die verzögerten Schallsignale werden in der Richtung des ersten (der ersten Wellenfront) lokalisiert.
Das Gesetz der ersten Wellenfront wurde erstmals 1948 von Lothar Cremer beschrieben. In der englischsprachigen Literatur wird unter dem Begriff „Präzedenz-Effekt“ nicht nur das Gesetz der ersten Wellenfront verstanden, sondern er wird mit der Summenlokalisation zusammengefasst.

## Gültigkeitsbereich
- Der Präzedenz-Effekt wirkt, wenn die Zeitverzögerung von der ersten bis zur folgenden Wellenfront zwischen 2 ms und einer signalabhängigen oberen Grenze liegt. Diese beträgt bei Sprache etwa 50 ms, bei Musik bis zu mehreren 100 ms.
- Liegt die Zeitverzögerung unter 2 ms, so tritt Summenlokalisation ein, d. h. die wahrgenommene Richtung des Schallsignals befindet sich zwischen den Richtungen der Schallquellen.
- Überschreitet die Zeitverzögerung Werte von 50 ms (bei Sprache) oder 100 ms (bei Musik), so wird gegebenenfalls der verspätet eintreffende Schall als Echo wahrgenommen; dann wird er richtungsmäßig seiner Einfallsrichtung korrekt zugeordnet. Die Zeitverzögerung, ab der ein verspätet eintreffender Schall als Echo wahrgenommen wird, ist abhängig von der Art des Signals. Für impulshaltige Signale kann dies ab 50 ms der Fall sein, für Signale mit nahezu konstanter Amplitude kann die Echoschwelle im Bereich von 1 bis 2 Sekunden liegen.

Eine Sonderform des Präzedenz-Effekts ist der Haas-Effekt. Haas zeigte, dass das Gesetz der ersten Wellenfront selbst dann wirkt, wenn der Pegel des verzögert eintreffenden Schalls um bis zu 10 dB über dem der ersten Wellenfront liegt. In diesem Fall ist der Gültigkeitsbereich aber wesentlich stärker eingeschränkt und umfasst nur noch Zeitverzögerungen von 10 bis etwa 30 ms.

## Nutzung
Relevant ist der Präzedenz-Effekt beim Hören in geschlossenen Räumen. Mit Hilfe dieses Effekts bleibt es dem Menschen auch bei Vorliegen vieler Wandreflexionen noch möglich, die Richtung einer Schallquelle (z. B. eines Sprechers) zu bestimmen.
Für Audio-Beschallung in großen Räumen wird der Haas-Effekt genutzt, um an entfernten Sitzen den Schallpegel anzuheben. Hierzu werden Lautsprecher im Zuhörerraum so angesteuert, dass das Lautsprechersignal etwa 20 ms später als der Direktschall beim Zuhörer eintrifft. Der Zuhörer nimmt hierbei nur die Richtung des Direktschalls wahr, profitiert aber von dem höheren Schallpegel, den die Lautsprecher erzeugen.